# Richard Smith (Gitarrist)

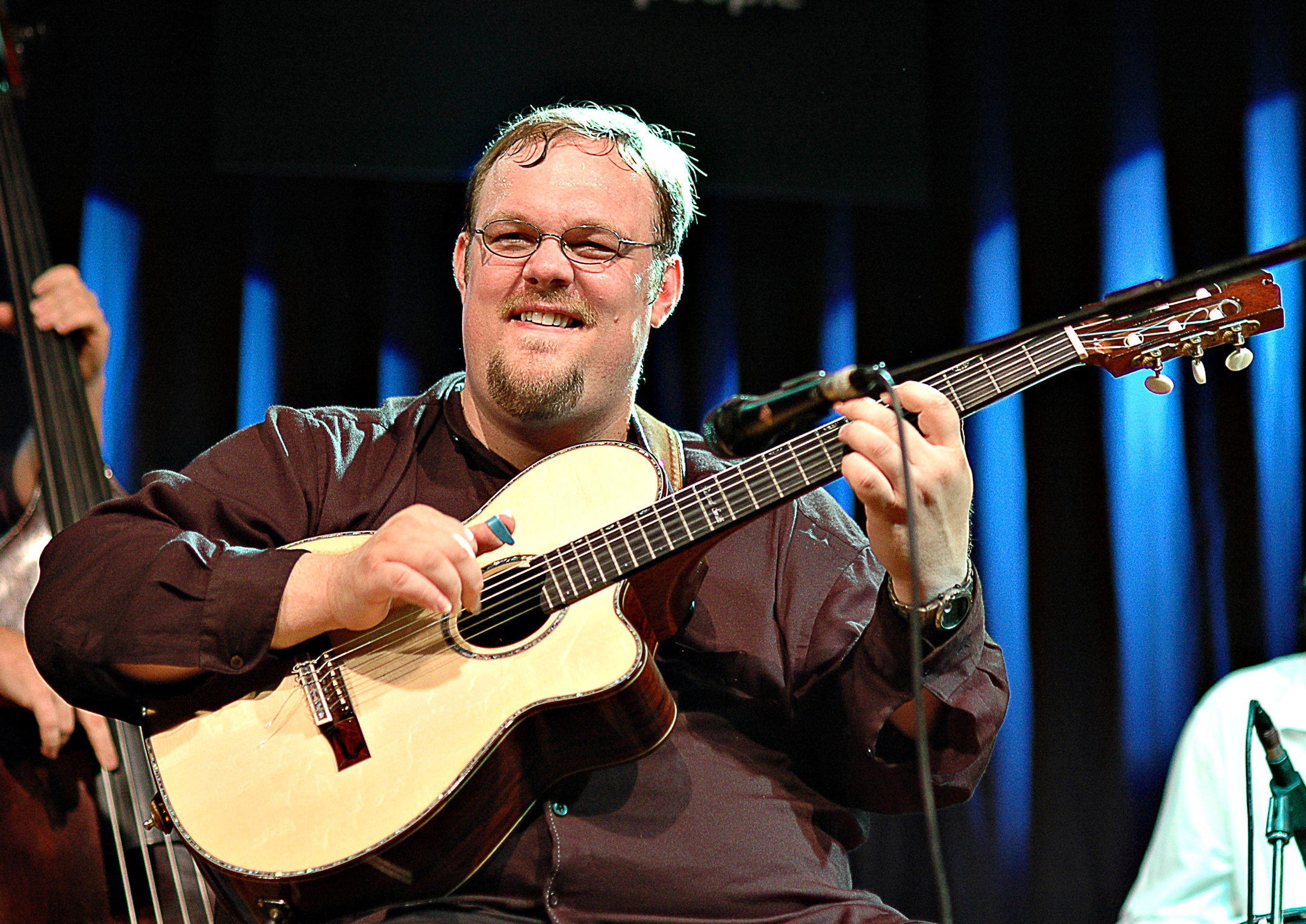
Richard Smith 2006 in Rietberg

Richard Smith (* 12. Dezember 1971 in Beckenham, England) ist ein englischer Fingerstyle-Gitarrist. Sein Spiel steht vor allem in der Tradition US-amerikanischer Country-Gitarristen wie Merle Travis, Chet Atkins und Jerry Reed.
Bereits mit fünf Jahren lernte Smith das Fingerpicking auf der Gitarre von seinem Vater. Im Alter von elf Jahren wurde er bei einem Konzert im Londoner Her Majesty’s Theatre von Chet Atkins auf die Bühne geholt und beeindruckte diesen und das Publikum sehr.
1999 zog er nach Nashville im US-Bundesstaat Tennessee und gründete dort u. a. den Hot Club of Nashville, ein Ensemble, das sich stilistisch zwischen amerikanischem Western Swing und europäischem Gypsy-Jazz bewegte. In letzter Zeit tritt Richard Smith entweder solo auf oder gemeinsam mit seiner Frau, der US-Amerikanerin und klassischen Cellistin Julie Adams.
Richard Smith wechselt mühelos zwischen Fingerpicking und Flatpicking. Seine spieltechnischen Fähigkeiten auf der akustischen Gitarre haben ihm mehrere Preise und Auszeichnungen eingebracht.

## Diskografische Hinweise
Solo:
- 2002: Requests
- 2006: Fingerstyle Artistry (DVD)
- 2007: Slim Pickin'

Richard Smith Guitar Trio:
- 1996: The Richard Smith Guitar Trio
- 1997: Welcome to Smithville
- 1998: Strike it Rich!
- 1999: Out of Bounds

Mit Julie Adams:
- 2001: Living Out a Dream
- 2009: Seems Like Old Times

Mit Aaron Till:
- 2004: Out of Nowhere

Mit Joscho Stephan:
- 2007: Live in Concert (DVD, Special-Guest-Auftritt)